# Convento de Santa María en Aracoeli
El Convento de Santa Maria en Aracoeli  es también llamado en forma sencilla como el  Convento de Aracoeli, corresponde a un histórico complejo monástico de origen medieval en Roma,  primeramente fue una orden benedictina y posteriormente franciscana. Se encuentra situado sobre la Colina Capitolina al lado de la homónima Basílica, durante un breve tiempo fue sede de las antiguas fuerzas policiales. Después de una historia milenaria, fue demolido en el año 1886 dando paso a los trabajos de construcción del Monumento a Víctor Manuel II. En el mismo periodo se construyó, al lado de la escalinata, un monasterio franciscano mucho más pequeño que el inicial.

## Historia

### Los orígenes: el monasterio benedictino y luego franciscano
Los primeros orígenes del complejo remontan tal vez al siglo VI, que surgió en el área de los templos que comprendía también el Templo de Júpiter Óptimo Máximo junto a las ruinas del imponente complejo de monumentos, destruido por los Vándalos en el siglo V, se sustituyó gradualmente, reutilizando parte del material de edificios, del complejo de la Basílica y convento de Aracoeli.